# Hafen-West
Der Hafen-West (Ortsangabe: im Hafen-West) ist ein Stadtteil der kreisfreien Stadt Schweinfurt. Er wird für amtlich-statistische Zwecke als Bezirk 52 geführt. Der Hafen-West ist ein nahezu unbewohntes Hafen- und Industriegebiet.

## Lage
Der Hafen-West liegt südlich des Mains, auf der Gemarkung von Oberndorf. Nordöstlich des Hafen-West liegt der Stadtteil Hafen-Ost. Der Hafen-West hat nahezu die Form eines gleichseitigen Dreiecks und wird im Nordwesten vom Main, im Nordosten von der Bundesstraße 286 (Schnellstraße) und im Süden von der Bundesautobahn 70 begrenzt.
Der Hafen-West (1,5 km²) bildet zusammen mit dem angrenzenden Hafen-Ost (2,0 km²), dem Industrie- und Gewerbepark Maintal (1,5 km²), dem Industriegebiet nördlich des Mains (1,0 km²), dem Sennfelder Hafen (0,3 km²) und dem anschließenden, ebenfalls zu Sennfeld gehörenden Industrie- und Gewerbegebiet, u. a. mit der Carl Kühne KG, (0,1 km²)  mit 6,4 km² das größte zusammenhängende Industrie- und Gewerbegebiet Bayerns (zum Vergleich: Volkswagenwerk Wolfsburg 6,5 km²).

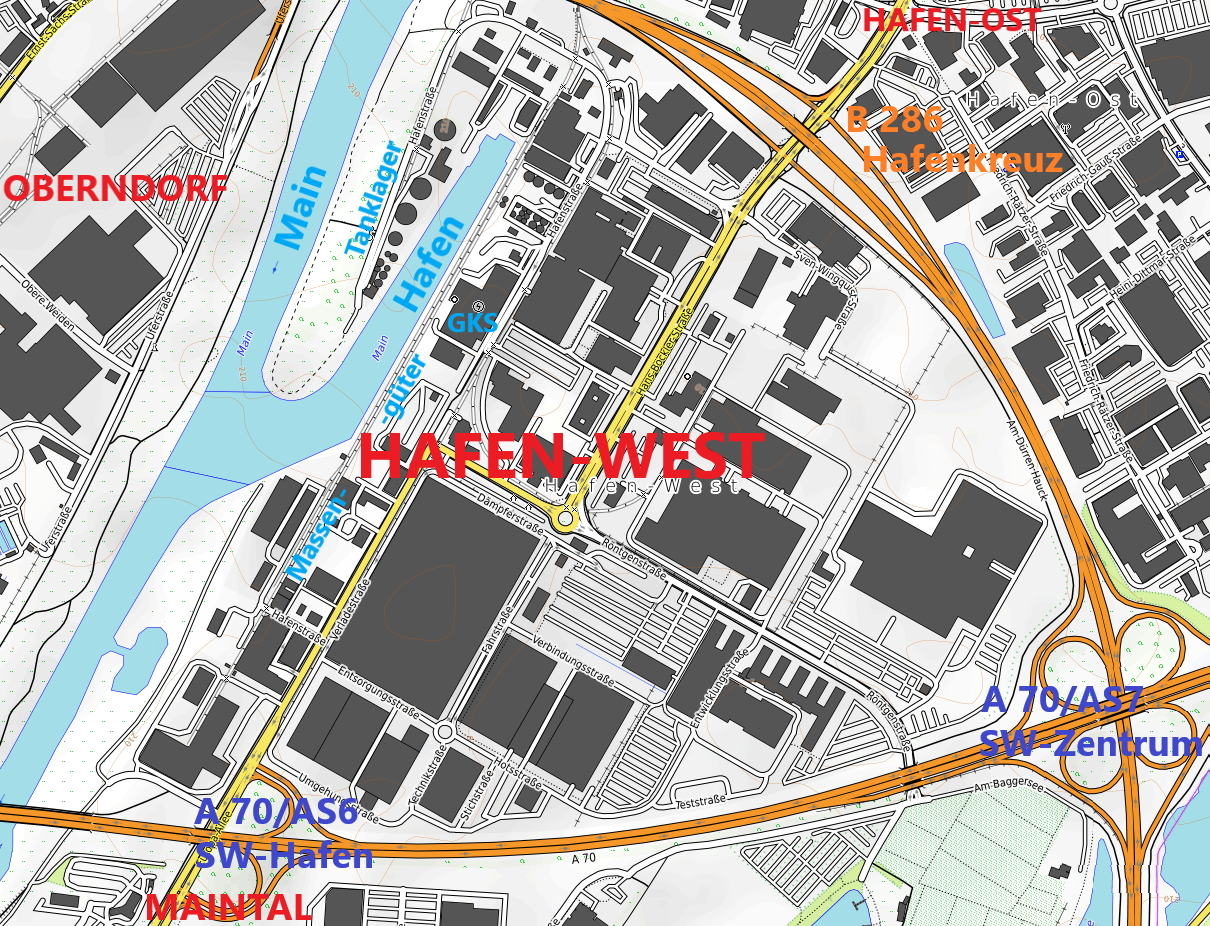
Lageplan Stadtteil Hafen-West

## Geschichte

### Wüstung
Schmalfeld ist eine Wüstung im Gebiet des heutigen Stadtteils, die 1246 erstmals urkundlich erwähnt wurde.

### Gemarkung
Das Areal des heutigen Stadtteils gehörte ursprünglich zu der 1919 nach Schweinfurt eingegliederten Gemeinde Oberndorf, weshalb es bis heute zur Gemarkung Oberndorf gehört. Das Gebiet war bis Anfang der 1960er Jahre unbewohnt und unbebaut, wurde landwirtschaftlich genutzt und war teilweise Überschwemmungsgebiet das Mains.

### Aufbau des Industriegebiets
Die Schweinfurter Industrieflächen nördlich des Mains wurden Anfang der 1960er Jahre knapp. Deshalb wurde im Süden ein neues Industriegebiet im Zuge des sogenannten Sprungs über den Main aufgebaut. Begonnen wurde 1961 mit dem Bau des neuen Hafens an der Großschifffahrtsstraße Rhein-Main-Donau-Kanal. Der Hafenumschlag begann 1963. Hinter dem Hafen wurde das Industriegebiet aufgebaut, das bis heute von der örtlichen Großindustrie dominiert wird.

## Wirtschaft und Infrastruktur

### Ansässige Unternehmen
- Bosch Rexroth
- Erik Walther, Mineralölunternehmen
- Fresenius Medical Care, u. a. mit Technology Center.[6]
- Gemeinschaftskraftwerk Schweinfurt (GKS)
- Ireks Malz
- SKF, u. a. mit Großlager-Prüfzentrum.[7]
- ZF Friedrichshafen AG, vormals Fichtel & Sachs, u. a. mit Entwicklungszentrum

### Behörden
- Hafenverwaltung
- Dienststelle des Hauptzollamtes Schweinfurt

### Verkehr
- Bundesautobahn 70
  - Anschlussstelle Nummer 6: Schweinfurt-Hafen
  - Anschlussstelle Nummer 7: Schweinfurt-Zentrum
- Bundesstraße 286
  - Anschlussstelle Hafenkreuz
- Stadtbuslinie 130.[8]
- Mainhafen am Rhein-Main-Donau-Kanal
- Hafen- und Industriegleisanschlüsse

## Sozialstruktur
| Status 31. Dez. 2022                               | Hafen-West Statistischer Bezirk 52 | Gesamtgebiet Schweinfurt |
| -------------------------------------------------- | ---------------------------------- | ------------------------ |
| Deutsche                                           | 72,7 %                             | 77,4 %                   |
| Ausländer                                          | 27,3 %                             | 22,6 %                   |
| Anteil Doppelstaatler an der deutschen Bevölkerung | 0,0 %                              | 17,1 %                   |

Statistische Werte der Sozialstruktur sind in einem Industriegebiet mit sehr geringer Einwohnerzahl ohne Aussagekraft und werden hier nur der Vollständigkeit halber aufgeführt.

## Sehenswürdigkeiten
Der Hafen-West bietet ein Schaufenster der Wirtschaft. Mehrere namhafte Firmen liegen mit ihren Industriebetrieben Tor an Tor, wie nirgend woanders in Deutschland.

## Bildergalerie

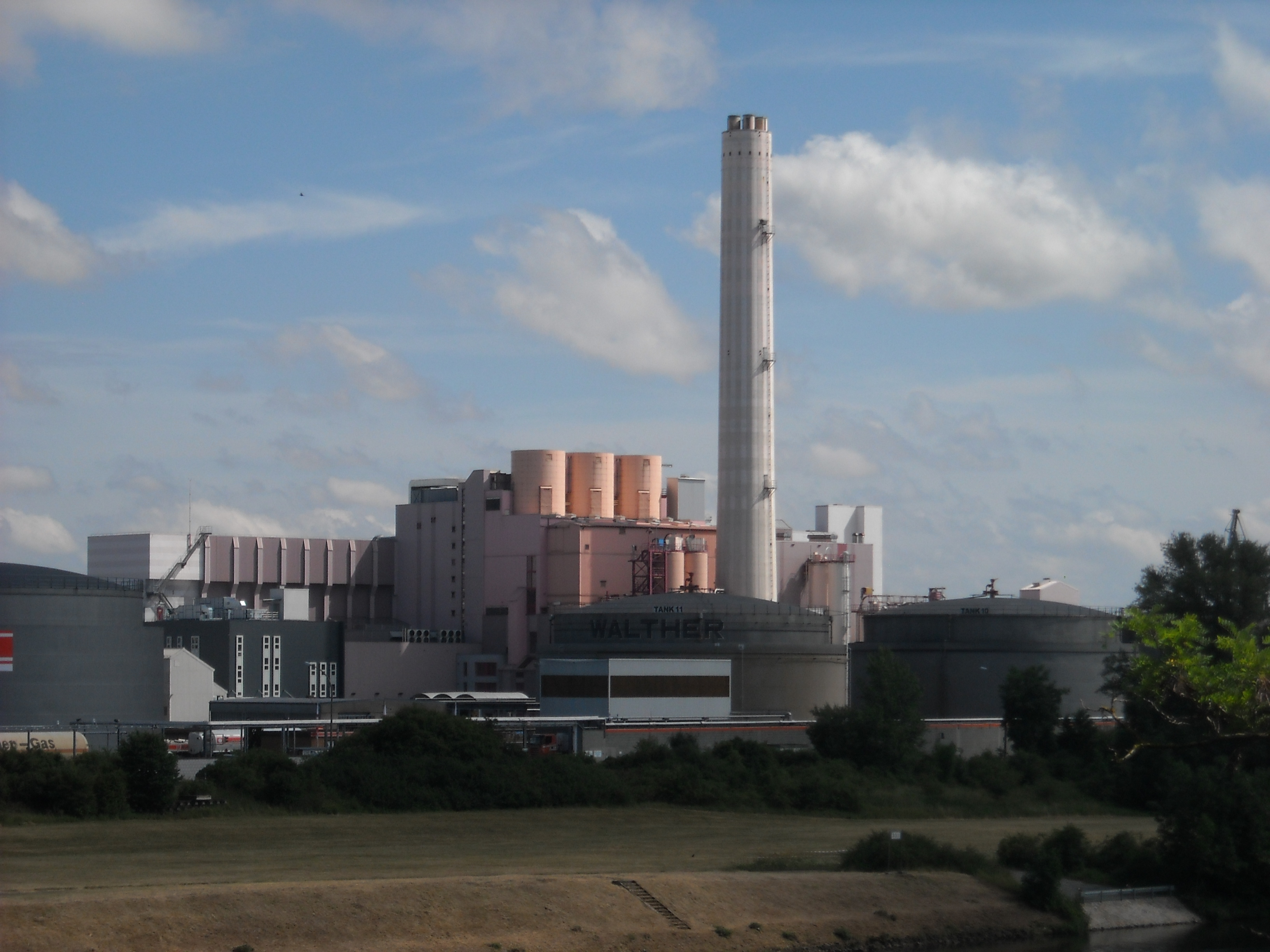
Gemeinschaftskraftwerk Schweinfurt (GKS)
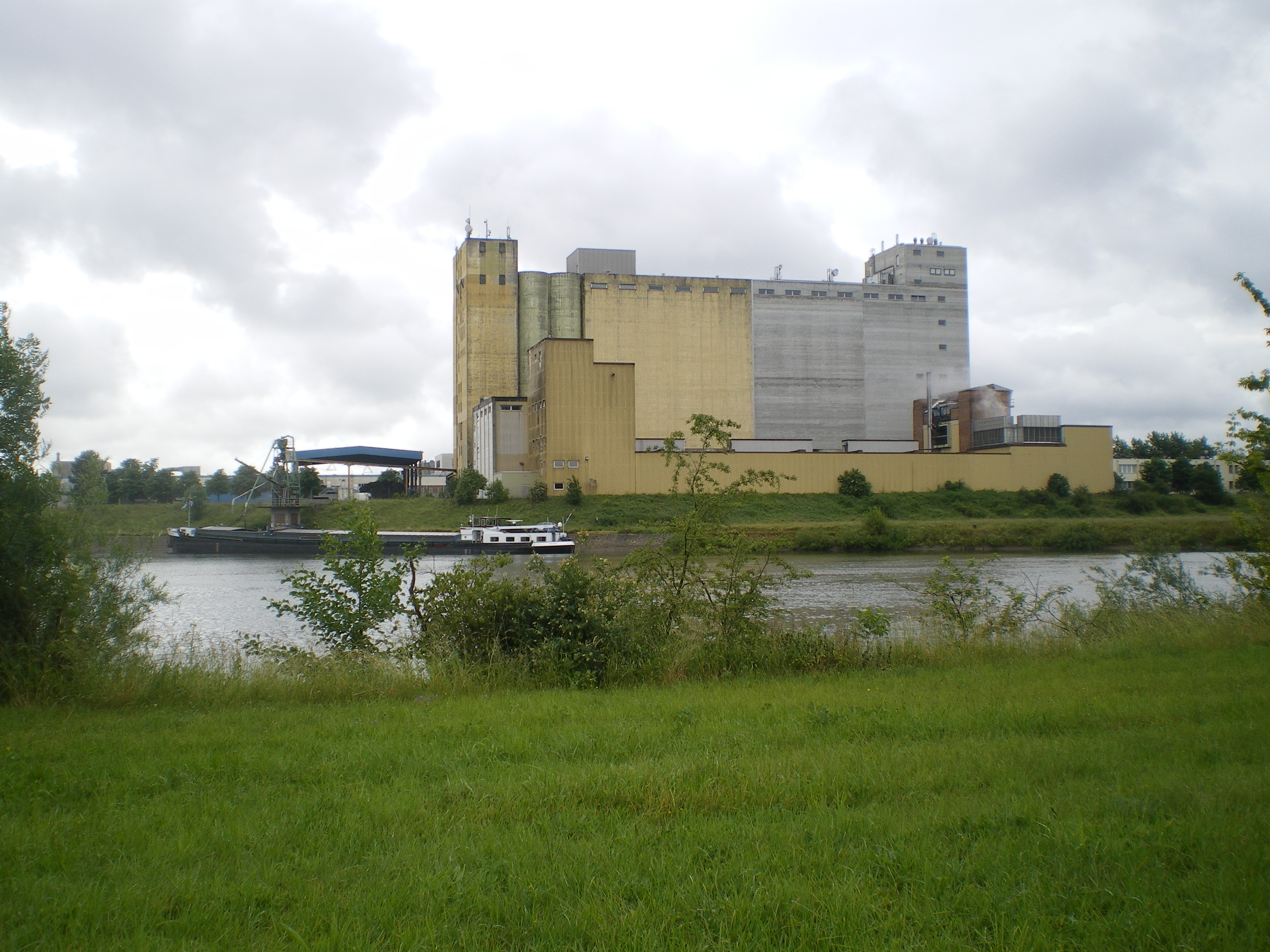
Ireks Malzfabrik
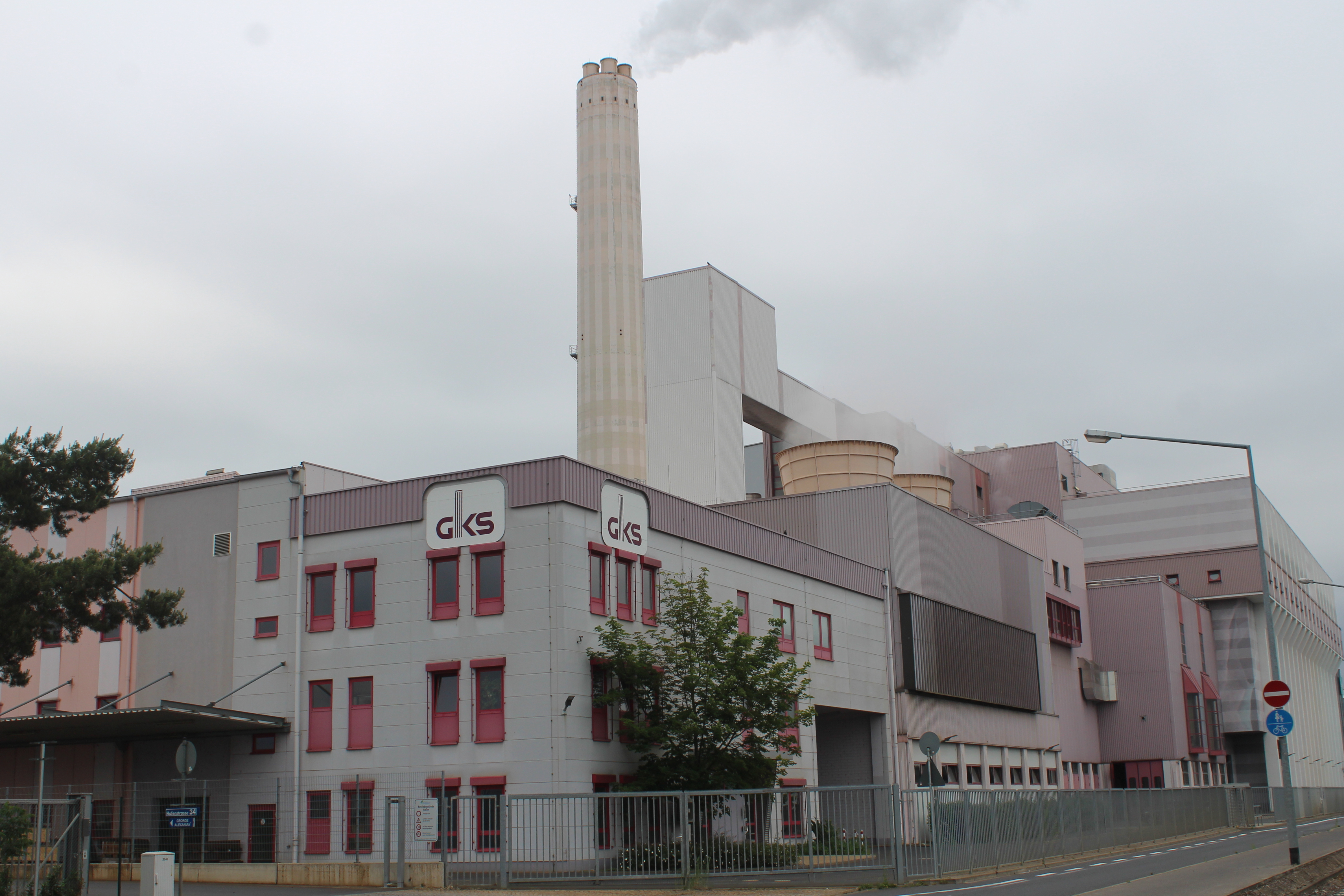
Hafenstraße mit GKS
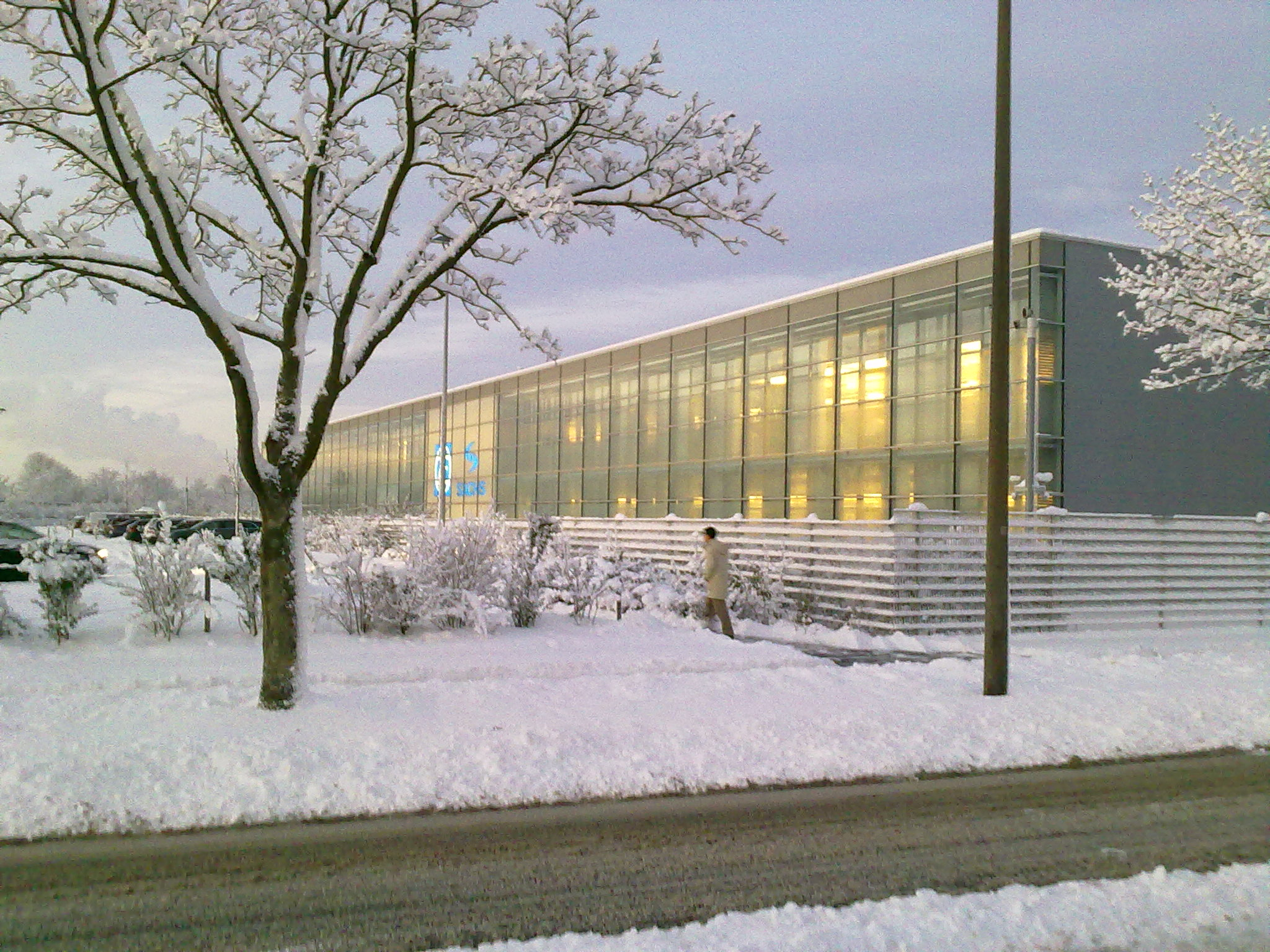
Röntgenstraße mit Entwicklungszentrum der ZF Friedrichshafen AG

## Video
- Video: Luftaufnahmen360: Schweinfurter Industriegebiet aus der Luft (2:10)